# Latécoère 521
Il Latécoère 521 era un idrovolante esamotore di linea a scafo centrale ed ala alta prodotto dall'azienda francese Forges et Ateliers de Construction Latécoère negli anni trenta.
Sviluppato per essere utilizzato sulle rotte transatlantiche venne realizzato in un unico esemplare entrando in servizio regolare, battezzato Lieutenant de Vaisseau Paris, prima dello scoppio della seconda guerra mondiale. Durante il conflitto venne requisito dalla Marine nationale ed utilizzato come idrovolante da trasporto dall'Aéronautique navale.

## Storia del progetto
Negli anni trenta il progredire della tecnologia in campo aeronautico mise a disposizione i mezzi per realizzare i primi progetti per mezzi aerei capaci di effettuare trasvolate atlantiche. In Francia l'ingegnere Pierre-Georges Latécoère, progettista e proprietario dell'azienda che portava il suo nome, intraprese la realizzazione del progetto 521, un grande idrovolante ad uso civile da trasporto e di linea dotato del comfort tipico dei lussuosi transatlantici contemporanei ed il primo in grado di effettuare questo tipo di servizio.
Battezzato Lieutenant de Vaisseau Paris, venne portato in volo per la prima volta il 10 gennaio 1935 confermando la qualità del progetto e gli obiettivi prefissati dalle specifiche dello stesso. La positiva impressione permise di programmare un volo di prova inaugurale che potesse confermare le sue capacità di volo transoceanico che venne prefissato prima della fine dello stesso anno. Nel dicembre 1935 si apprestò a compire il volo sulla rotta che collegava la Francia a Natal, in Brasile, via Dakar per poi raggiungere, una volta arrivato in America meridionale, le Antille francesi. A seguito di un uragano incontrato sulla rotta verso gli Stati Uniti d'America, il comandante fu costretto ad un ammaraggio di fortuna nei pressi di Pensacola, in Florida. Le formidabili condizioni avverse furono di tale entità che il velivolo subì gravi danni, tali da dover essere rimandato in patria via nave per essere ricostruito prima di essere consegnato alla compagnia aerea di bandiera Air France.

## Tecnica
Il Latécoère 521 era un velivolo dall'aspetto imponente, per l'epoca, caratterizzato dalla configurazione a scafo centrale, dalla motorizzazione a sei motori, i due centrali in configurazione traente-spingente, e da una coda dall'impennaggio monoderiva.
Lo scafo comprendeva la cabina di pilotaggio posizionata davanti all'ala ed uno scompartimento passeggeri con 72 posti a sedere più 2 o 4 cabine dotate di cuccette a seconda dell'allestimento. Posteriormente terminava in un impennaggio tradizionale monoderiva poste alle estremità dei piani orizzontali controventati da due robusti montanti.
L'ala, di grande spessore, era montata alta ed integrava le quattro gondole che racchiudevano i sei motori, due esterni e quattro interni, e, inferiormente, i galleggianti equilibratori tramite un grande castello tubolare a V.
L'impianto propulsivo inizialmente adottato era affidato a 6 Hispano-Suiza 12Ybrs, dei 12 cilindri a V raffreddati a liquido capaci di sviluppare una potenza di 860 CV (633 kW) ciascuno.

## Impiego operativo

### Civile
Il primo viaggio commerciale venne effettuato dall'Air France nel successivo giugno 1937 inaugurando, con un volo senza scalo, la rotta che collegava la Francia a Natal prima di ritornare in patria via Nord Atlantico. In seguito, equipaggiato con nuovi motori capaci di esprimere una maggior potenza, effettuò i quattro successivi voli di andata e ritorno per e da New York tra il maggio ed il luglio 1939. Durante uno di questi il velivolo, ai comandi del pilota Henri Guillaumet, volò da New York a Biscarrosse percorrendo i 5 875 km (3 172 nmi) che li separavano ad una velocità media di 206 km/h (111 kn), compresi i circa 2 300 km (1 200 nmi) effettuati con un motore fuori uso.

### Militare
Con lo scoppio della seconda guerra mondiale i voli transatlantici di linea vennero interrotti ed il 521 venne requisito dalla Marine nationale ed assegnato all'escadrille E.6 dell'Aéronautique navale, la quale lo utilizzò nel ruolo di aereo da pattugliamento marittimo nel nord Atlantico contro la minaccia degli U-Boot della tedesca Kriegsmarine. In quel ruolo rimase a Port-Lyautey, nell'allora territorio del Protettorato francese del Marocco, fino alla firma dell'armistizio che sancì il nuovo governo di Vichy, quindi preso in carico dalla nuova Marina e, nel giugno 1940, richiamato in patria e basato nella laguna di Berre, nei pressi di Marsiglia. Nelle fasi finali del conflitto, durante la ritirata dal territorio francese delle truppe tedesche, venne distrutto nell'agosto 1944 da un bombardamento della Luftwaffe per evitare che cadesse in mano alle forze Alleate in procinto di sbarcare sulla Costa Azzurra.

## Varianti
Dati tratti da Latécoère: les avions et hydravions
520
designazione del progetto iniziale per la serie 520, equipaggiato con 4 motori Hispano-Suiza 18Sbr W18 da 1 000 hp (750 kW) disposti in due coppie in configurazione traente-spingente.
521 Lieutenant de Vaisseau Paris
designazione del primo esemplare completato, motorizzato con 6 motori Hispano-Suiza 12Ydrs. Utilizzato inizialmente dalla compagnia aerea Air France solamente in voli occasionali di prova, il 521 fu militarizzato nel 1939 e gestito dal governo di Vichy fino al rimessaggio a Marignane e infine distrutto quando le truppe dell'Asse si ritirarono dall'avanzata degli alleati.
522 Ville de Saint Pierre
designazione del secondo esemplare della serie 520, motorizzato con 6 motori Hispano-Suiza 12Y-37; dopo un breve utilizzo nell'aviazione commerciale venne convertito all'uso militare come il 521. Utilizzato dal Ministre des Colonies de Vichy, il 522 ha subito un destino simile al 521, distrutto dalle truppe dell'Asse in ritirata nel 1944.
523
designazione dei tre esemplari armati destinati al pattugliamento marittimo, battezzati l'Algol, l'Aldébaran e l'Altair e utilizzati dalle forze armate di Vichy.
524
designazione della variante prevista, ma mai realizzata, equipaggiata con 8 motori diesel a due tempi CLM Lille 6as.
525
progetto simile al 524 ma equipaggiato con 8 motori Hispano-Suiza 12Y.

## Utilizzatori

### Civili
Francia
- Air France

### Militari
Francia
- Aéronautique navale

### Pubblicazioni
- (FR) José Le Boucher, Lieutenant-de-vaisseau-Paris, in La Science et la Vie,  pp. 317-232. URL consultato il 5 agosto 2009.